# الضربة الأولى (عملات)
الضربة الأولى (بالإنجليزية: First strike) هو مصطلح تسويقي تستخدمه خدمات تصنيف العملات المعدنية التابعة لجهات خارجية والذي يشير إلى العملات المعدنية التي سكتها أولاً دار سك العملة. وتزعم دار سك العملة الأمريكية أنه لا يوجد تعريف موحد ومقبول على نطاق واسع في صناعة العملات المعدنية لعملات الفيرست سترايك. وقد قررت العديد من شركات تصنيف العملات أن العملة "الضربة الأولى" هي العملة التي تشحن من دار سك العملة في الشهر الأول من سك العملة الجديدة.

## لا يوجد برنامج الضربة الأولى لسك العملة الأمريكية
صرحت دار سك العملة الأمريكية أنها لا تحتفظ بسجل للعملات المعدنية التي سكوها أولاً. وتحتوي دار سك العملة على تواريخ على عبوات العملات المعدنية ومع ذلك فهي تنص أيضًا على أن تواريخ الشحن لا تكشف بالضبط عن موعد سك العملات المعدنية.

## دعوى قضائية
في عام 2006 رفع أحد المحامين في ميامي دعوى قضائية في محكمة ميامي مطالباً بتعويض قدره 10 ملايين دولار زاعماً أن علامة "الضربة الأولى" خادعة. ورفعت الدعوى القضائية ضد شركتين لتصنيف العملات: شركة نيوماسماتيك غرنتي كورب. (أن جي سي) ومقرها في ساراسوتا بولاية فلوريدا وشركة بروفيشنل كوين غريدنغ سيرفس (بي سي جي اس) ومقرها في نيوبورت بيتش بولاية كاليفورنيا.
في عام 2007 قامت شركة أن جي سي بتسوية الدعوى القضائية عن طريق دفع الأموال للمحصلين والمحامين. كما خصصوا 447,500 دولار لتثقيف المستهلك.

## التسويق
كشفت الدعوى القضائية أن تسمية "الضربة الأولى" هي في الأساس أداة تسويقية ناجحة. وليس هناك أساسًا أي طريقة لمعرفة متى قاموا بسك العملة المعدنية. في حين أن شركة بي سي جي اس لا زالت تستخدم المصطلح فقد قامت شركة أن جي سي بتغيير تسميتها من "الضربة الأولى" إلى وصف أكثر دقة: "إيرلي رليز أي الإصدار المبكر".